# Лясек (Ґродзиський повіт)
Лясек (пол. Lasek) — село в Польщі, у гміні Жаб'я Воля Ґродзиського повіту Мазовецького воєводства.
Населення — 86 осіб (2011).
У 1975-1998 роках село належало до Скерневицького воєводства.

## Демографія
Демографічна структура станом на 31 березня 2011 року:
|          | Загалом | Допрацездатний вік | Працездатний вік | Постпрацездатний вік |
| -------- | ------- | ------------------ | ---------------- | -------------------- |
| Чоловіки | 41      | 9                  | 27               | 5                    |
| Жінки    | 45      | 10                 | 30               | 5                    |
| Разом    | 86      | 19                 | 57               | 10                   |